# SNCF BB 63000
Die dieselelektrischen Lokomotiven der Baureihe BB 63000 wurden zwischen 1953 und 1968 für die französische Staatsbahn SNCF gebaut. Der Hersteller Brissonneau & Lotz in Paris bezog die Motoren von verschiedenen Herstellern. Es wurden Motoren der Unternehmen Sulzer aus Winterthur und Société Alsacienne de Constructions Mécaniques aus Mülhausen eingebaut.
Sie wurde bestellt, um ältere Dampflokomotiven abzulösen, speziell die Bauart 140C. Die SNCF und andere Bahngesellschaften beschafften zudem zahlreiche aus der BB 63000 abgeleitete Maschinen der Baureihen BB 63400 und BB 63500.

## Technisches
Die Universallokomotive hat einen einzelnen Führerstand, der sich asymmetrisch zwischen den beiden Aufbauten befindet und diese in der Breite und Höhe überragt. Beidseitig der Aufbauten ist ein Umlauf vorhanden, über den auch der Führerstand erreicht wird.
Die BB 63001–63108 und 63109–63250 unterscheiden sich nur durch den anderen Motor und die entsprechend angepassten Fundamente im Maschinenraum. Ab Herstellerwerk sind bei den BB 63001–63108 ein SACM-Dieselmotor des Typs MGO V 12 SH mit einer Bohrung von 175 mm und einem Hub von 180/190 mm eingebaut. Bei den BB 63109–63195 kommt ein Sulzer-Dieselmotor des Typs 6LDA22D mit einer Bohrung von 220 mm und einem Hub von 290 mm zum Einsatz. Bei den BB 63195–63250 wurde ein Sulzer-Dieselmotor des Typs 6LDA22E mit einer Bohrung von 220 mm und einem Hub von 290 mm eingebaut. Dieser Motor befindet sich unter dem längeren Vorbau.
Der anfängliche grüne Anstrich mit gelben Streifen wurde später in den für Rangiermaschinen typischen orange/grauen Anstrich von Paul Arzens geändert.

## Betriebliches
Die zum Anfang des Jahres 2006 noch vorhanden 44 Maschinen werden nur noch bei der FRET im Güterverkehr und bei der Infrastruktur für Arbeitzüge verwendet.
Früher waren sie auf dem gesamten Netz der SNCF vor allen möglichen Zügen anzutreffen.

## Andere Verwaltungen
Basierend auf diesen Maschinen wurden vom Hersteller auch Fahrzeuge an folgende Bahnverwaltungen geliefert.
- Ferrocarriles Nacionales de Cuba (FCC) auf Kuba (12 Lokomotiven neben weiteren Maschinen ähnlich BB 63500),
- Renfe (10 Maschinen als Reihe 10700, nach Einführung der EDV-Nummern 307),
- Mines Domaniales de Potasse d'Alsace (7 Maschinen),
- Usinor (2 Lokomotiven).

Die Lokomotiven für die Renfe erhielten zusätzlich die Einrichtungen für die Saugluftbremse.